# Brida
Brida là một đô thị thuộc tỉnh Laghouat, Algérie. Dân số thời điểm năm 2002 là 5.742 người.